# Ze'ev Kac
Ze'ev Kac (hebrejsky: זאב כץ, žil 29. března 1923 – 27. dubna 1982) byl izraelský politik a poslanec Knesetu za stranu Ma'arach.

## Biografie
Narodil se v Lipsku v Německu. Studoval na německé škole, ale na vlastní žádost byl roku 1933 přeřazen do židovské školy. V mládí se roku 1933 angažoval v hnutí ha-Bonim. V roce 1938 přesídlil do dnešního Izraele. Po příchodu do dnešního Izraele se v rámci hnutí Alijat ha-No'ar usadil v kibucu Gešer. Během druhé světové války se v letech 1941–1946 jako dobrovolník zapojil do britské armády. Po propuštění ze služby se zabýval prací s židovskými dětmi z Itálie, které přežily holokaust. Roku 1946 se vrátil do kibucu Gešer.

## Politická dráha
V izraelském parlamentu zasedl po volbách v roce 1977, do nichž šel za stranu Ma'arach. Mandát ale získal až dodatečně, v lednu 1979, jako náhradník za Aharona Jadlina. Stal se členem parlamentního výboru pro imigraci a absorpci, výboru finančního a výboru práce a sociálních věcí. Předsedal podvýboru pro úspory energií. Ve volbách v roce 1981 mandát neobhájil.